# Cipriano Castro
José Cipriano Castro Ruiz (ur. 12 października 1858 w Capacho Viejo w stanie Táchira, zm. 4 grudnia 1924 w Puerto Rico) – wenezuelski generał i polityk. Prezydent Wenezueli, a faktycznie dyktator w latach 1899-1908.
Sprawował urząd gubernatora Tachiry. W 1892 wyjechał do Kolumbii, skąd reemigrował w 1899 i stanął na czele wojskowego zamachu stanu, obejmując urząd prezydenta. Jego dyktatorskie, nieudolne i skorumpowane rządy były okresem konfliktów wewnętrznych i zagranicznych: w 1902 odmówił spłaty długów krajowych, co pociągnęło za sobą blokadę floty Wielkiej Brytanii, Niemiec i Włoch. Ze wszystkich zatargów wyszedł zwycięską ręką, jednak w 1908, kiedy przebywał w Europie, odsunął go od władzy bliski współpracownik, wiceprezydent Juan Vicente Gómez.